# Distrito de Chimbote
El distrito de Chimbote es uno de los nueve que conforman la provincia del Santa, ubicada en el departamento de Áncash en el Norte del Perú. Su capital es la ciudad de Chimbote.
Limita por el Norte con los distritos de Santa y Coishco y con los distritos de Chao y Guadalupito de la provincia de Virú (La Libertad); por el Este con los distritos de Macate y Cáceres del Perú y por el sur con Nuevo Chimbote.

## Historia
Fue creado el 6 de  diciembre de 1906 por ley N.º 417, en el gobierno del Presidente José Pardo y Barreda.
Hasta 1870, Chimbote fue un caserío de pescadores en el cual existían ranchos de caña. Adquirió la categoría de Puerto Mayor mediante el Decreto Supremo del presidente José Balta el 9 de diciembre de 1871.
La construcción del ferrocarril se inauguró el 12 de febrero de 1872 en presencia del prefecto de Áncash en representación del Estado, Sr. Nicanor Gonzáles. También estuvieron presentes el contratista de la obra Sr. Enrique Meiggs, su representante en Chimbote Sr. Manuel Gonzáles del Riego, los ingenieros Ernesto Malinowski y Eduardo Du Bois y demás autoridades de Santa y Casma. 
Fue el 23 de enero de 1872, que Don Juan Gilberto Meiggs a través del plano definitivo aprobado en decreto supremo por parte del gobierno para la formación de un pueblo, el cual sería el actual territorio de Chimbote, es en el gobierno de José Balta el que aprueba el plano de las sesenta manzanas de Chimbote. 

## Geografía

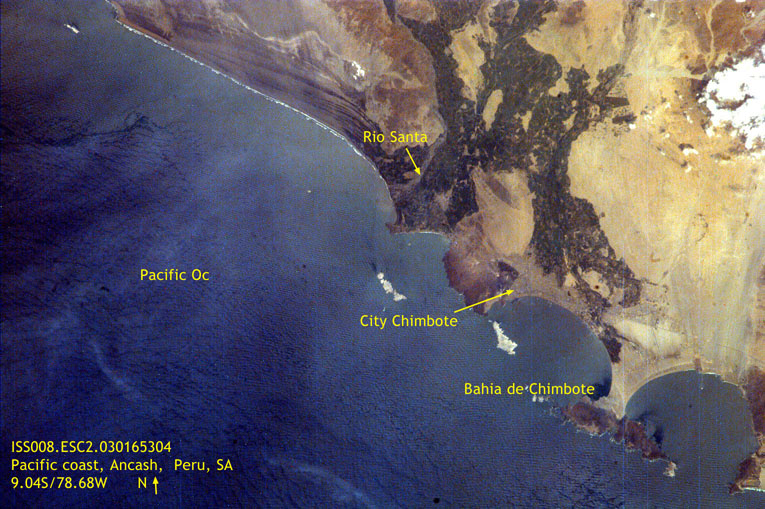
Vista satelital de la ciudad.

Tiene una superficie de 1467 km² e incluye la mitad norte de la ciudad de Chimbote y la Bahía de Chimbote hasta la desembocadura del río Lacramarca.

### Morfología
El distrito presenta un relieve mayormente llano, contando entre sus elevaciones el cerro Chimbote o de la Juventud (500 m) en la costa, que lo separa del distrito de Coishco, y las estribaciones andinas que lo separan de Macate y Nepeña al este, con una altitud máxima de 3540 m.

### Clima
Debido a su ubicación en el trópico y la presencia de los Andes, la zona costera peruana, en la que se ubica Chimbote, presenta un clima desértico, de precipitaciones casi nulas. La temperatura oscila entre 28 °C en verano y 13 °C en invierno. Los vientos son constantes todo el año, predominantemente con dirección suroeste, a una velocidad de 30 a 40 km/h.

### Hidrografía
La red hídrica chimbotana se compone de dos cuencas diferentes. La primera nace en las alturas del flanco occidental de la Cordillera Negra. En ella se han formado profundas quebradas. En el caso chimbotano, las quebradas Shushun y Santa Ana se unen para formar el río Lacramarca, el cual pierde su agua por procesos de infiltración, generando en las cercanías de la ciudad los emblemáticos humedales de Villa María.
La segunda es la del río Santa, el cual nace desde las alturas de las provincias de Recuay y Bolognesi, y va nutriéndose, principalmente, de los deshielos de la Cordillera Blanca, lo que explica que sea el río más caudaloso del litoral peruano. Este río, luego de abrir la Cordillera Negra por el Cañón del Pato (donde actualmente se emplaza una importante central hidroeléctrica), no forma terrazas como cualquier río de yunga marítima sino hasta su curso bajo, en su margen izquierda.
Ambos cauces son de régimen estacional, es decir, varían su cauce según la época del año y las precipitaciones en la zona andina.

### Vegetación
El distrito presenta dos formaciones vegetales: las áreas cultivadas en buena parte del valle, y los humedales de la desembocadura y las infiltraciones del río Lacramarca.  Fuera de estas áreas, el paisaje es desértico.

## Localidades
Aparte de la ciudad de Chimbote, el distrito cuenta con diversos centros poblados, mayormente agrícolas.
En el valle del río Santa se sitúan:
- Vinzos
- San Juan de Vinzos
- La Veinticuatro
- Rinconada
- El Castillo
- Alto Perú
- Cerro Caillán
- Tambo Real Nuevo
- Tambo Real Viejo

En el valle del río Lacramarca tenemos:
- San José
- Cambio Puente
- Santa Clemencia
- Catorce Incas
- Cascajal
- Cascajal Bajo
- Cahuide
- Santa Elisa
- Chachapoyas
- Tangay

## Autoridades

### Municipales
- 2011-2014[2]
  - Alcalde: Luis Humberto Arroyo Rojas, del Movimiento Regional Independiente Cuenta Conmigo (CC).
  - Regidores: Alberto Enríquez Namay (CC), Uldarico Víctor Llanos Muñoz (CC), Oswaldo Víctor Ávalos Angulo (CC), Henry Alberto Torres Romero (CC), Katherine Aurora Moreno Alzamora (CC), Norberto Wilfredo Aguilar Carranza (CC), Hilario Gilberto Arellano Castillejo (CC), Adela Minerva Vásquez Córdova (CC), Humberto Ortiz Soto (Río Santa Caudaloso), Paola Marlene Huaman Vela (Río Santa Caudaloso), Roberto Jesús Briceño Franco (APRA), Alberto Hurtado Chancafe (APRA), Carlos Enrique Lynch Rojas (Perú Posible).

### Religiosas
- Diócesis de Chimbote.
  - Obispo: Mons. Ángel Francisco Simón Piorno.

## Festividades
- San Pedro